# Nakagawa
Pour les articles homonymes, voir Nakagawa (homonymie).

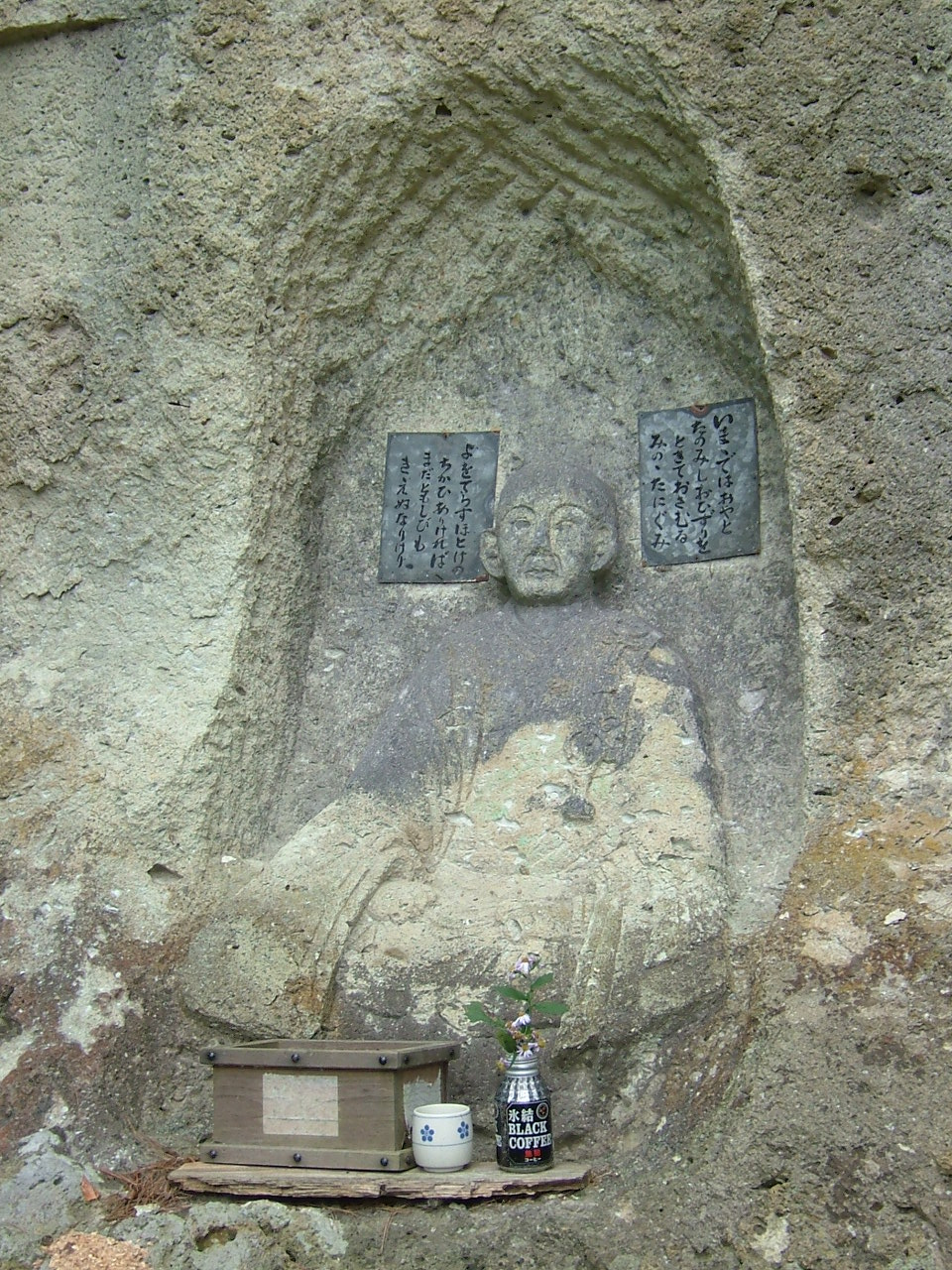
L'une des 33 sculptures creusées dans le mont Iwabu à Nakagawa.

Nakagawa (中川) est un des quartiers constituant la ville de Nan'yo dans la préfecture de Yamagata, au nord de l'île de Honshu au Japon.
Les 2 kanji formant le nom nakagawa signifient littéralement « à l'intérieur » ou « taille moyenne » et « fleuve ».
Nakagawa était le site d'une carrière, mais actuellement sa propriété culturelle la plus importante est les « 33 sculptures de Kan'non (Avalokiteśvara) » (岩部山三十三観音, iwabuyama sanjusan kan'non, littéralement : « '33 Kan'non, dans la roche de la montagne' », Kan'non, n'étant pas Buddha, contrairement à ce que laisse penser certaines traductions, mais un bodhisattva) découpées dans la face sud du mont Iwabu. Ces sculptures furent réalisées pendant la période Edo.
Le pont de Yoshida (吉田橋, yoshida hashi) fut construit en 1880 sur l'ordre du premier gouverneur de la préfecture de Yamagata, et est préservé comme un exemple des efforts consentis pour améliorer les communications dans la préfecture.